# Porina gracilis
Porina gracilis är en mossdjursart som först beskrevs av Jean-Baptiste Lamarck 1816.  Porina gracilis ingår i släktet Porina och familjen Porinidae. Inga underarter finns listade i Catalogue of Life.